# Integració per reducció
La Integració per reducció es pot fer servir quan es vol integrar una funció elevada a la potència n. Si es té una integral d'aquest tipus es pot establir una fórmula de reducció que es pot fer servir per calcular la integral per qualsevol valor de n.

## Com trobar la fórmula de reducció
La fórmula de reducció es pot obtenir fent servir qualsevol dels mètodes comuns d'integració, com integració per substitució, integració per parts, integració per substitució trigonomètrica, integració de fraccions racionals, etc. La idea principal és expressar una integral que implica una potència d'una funció, representada per In, en termes d'una integral que implica una potència més baixa d'aquella funció, per exemple In-2. Això fa de les fórmules de reducció un tipus de relació de recurrència. En altres paraules, les fórmules de reducció expressen la integral {\displaystyle I_{n}=\int f(x,n)\,dx} en termes de {\displaystyle I_{k}=\int f(x,k)\,dx}, on {\displaystyle k<n}.
Aquest mètode d'integració és un dels primers mètodes d'integració que es varen fer servir.

## Com calcular la integral
Per computar la integral, canviem n pel seu valor i utilitzem la fórmula de reducció repetidament fins que arribem a un punt on la integral de la funció es pot calcular de manera directa, normalment quan és a la potència 0 o 1. Llavors substituïm el resultat al revés fins que hàgim computat In.

## Exemples

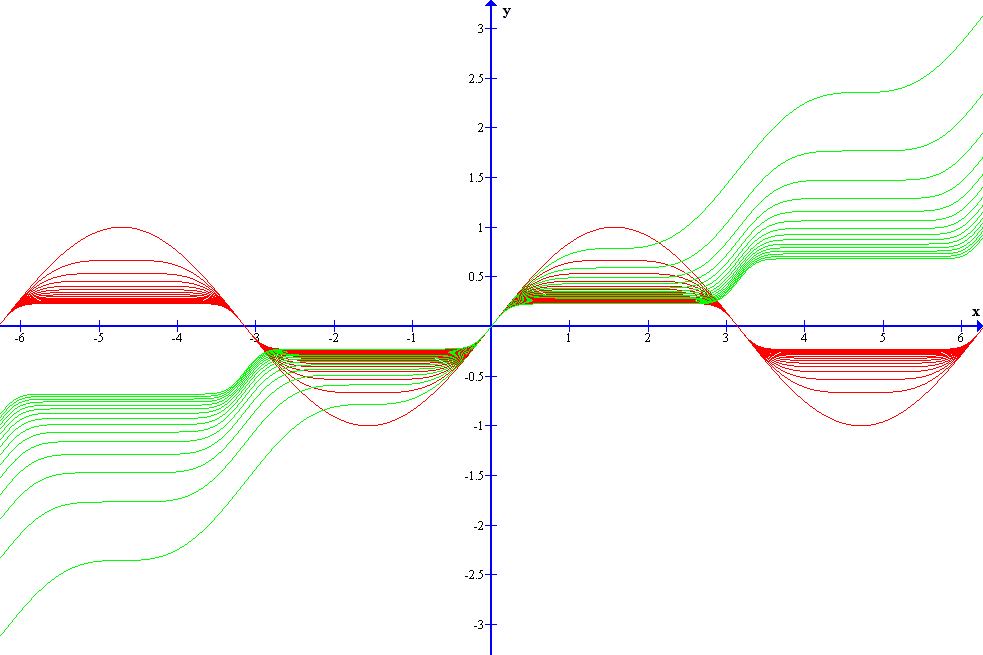
n = 1..30

Establir una fórmula de reducció que es pugui fer servir per trobar {\displaystyle \int \cos ^{n}(x)\,dx\!}. Per això, trobar {\displaystyle \int \cos ^{5}(x)\,dx\!}.
Solució
{\displaystyle I_{n}\,=\int \cos ^{n}(x)\,dx\!}
{\displaystyle =\int \cos ^{n-1}(x)\cos(x)\,dx\!}
{\displaystyle =\int \cos ^{n-1}(x)\,d(\sin(x))\!}
{\displaystyle =\cos ^{n-1}(x)\sin(x)\ -\int \sin(x)\,d(\cos ^{n-1}(x))\!}
{\displaystyle =\cos ^{n-1}(x)\sin(x)\ +(n-1)\int \sin(x)\cos ^{n-2}(x)\sin(x)\,dx\!}
{\displaystyle =\cos ^{n-1}(x)\sin(x)\ +(n-1)\int \cos ^{n-2}(x)\sin ^{2}(x)\,dx\!}
{\displaystyle =\cos ^{n-1}(x)\sin(x)\ +(n-1)\int \cos ^{n-2}(x)(1-\cos ^{2}(x))\,dx\!}
{\displaystyle =\cos ^{n-1}(x)\sin(x)\ +(n-1)\int \cos ^{n-2}(x)\,dx\ -(n-1)\int \cos ^{n}(x)\,dx\!}
{\displaystyle =\cos ^{n-1}(x)\sin(x)\ +(n-1)I_{n-2}\ -(n-1)I_{n}\,}
{\displaystyle I_{n}\ +(n-1)I_{n}\ =\cos ^{n-1}(x)\sin(x)\ +\ (n-1)I_{n-2}\,}
{\displaystyle nI_{n}\ =\cos ^{n-1}(x)\sin(x)\ +(n-1)I_{n-2}\,}
{\displaystyle I_{n}\ ={\frac {1}{n}}\cos ^{n-1}(x)\sin(x)\ +{\frac {n-1}{n}}I_{n-2}\,}
Així, la fórmula de reducció és: 
{\displaystyle \int \cos ^{n}(x)\,dx\ ={\frac {1}{n}}\cos ^{n-1}(x)\sin(x)\ +{\frac {n-1}{n}}\int \cos ^{n-2}(x)\,dx\!}
Per tant, per trobar {\displaystyle \int \cos ^{5}(x)\,dx\!}:
{\displaystyle n=5\,}: {\displaystyle I_{5}\ ={\tfrac {1}{5}}\cos ^{4}(x)\sin(x)\ +{\tfrac {4}{5}}I_{3}\,}
{\displaystyle n=3\,}: {\displaystyle I_{3}\ ={\tfrac {1}{3}}\cos ^{2}(x)\sin(x)\ +{\tfrac {2}{3}}I_{1}\,}
{\displaystyle \because I_{1}\ =\int \cos(x)\,dx\ =\sin(x)\ +C_{1}\,}
{\displaystyle \therefore I_{3}\ ={\tfrac {1}{3}}\cos ^{2}(x)\sin(x)\ +{\tfrac {2}{3}}\sin(x)\ +C_{2}\,}，{\displaystyle C_{2}\ ={\tfrac {2}{3}}C_{1}\,}
{\displaystyle I_{5}\ ={\frac {1}{5}}\cos ^{4}(x)\sin(x)\ +{\frac {4}{5}}\left[{\frac {1}{3}}\cos ^{2}(x)\sin(x)+{\frac {2}{3}}\sin(x)\right]+C\,}, on C és una constant.